# Llista de problemes no resolts de física
Presentem una llista incompleta d'alguns dels problemes sense resoldre en física. Molts d'aquests problemes no són independents, estan relacionats entre si, i la resposta a un d'ells segurament implicaria la resposta a altres. Alguns problemes són teòrics, és a dir, que les teories existents semblen incapaces d'explicar algun fenomen observat o un resultat experimental. Altres són experimentals, és a dir, que hi ha una dificultat per crear un experiment per provar una teoria proposada, o per investigar un fenomen minuciosament, o bé que no hi ha proves experimentals que confirmin (o desmenteixin) una teoria.

## Observacions sense explicació teòrica
- L'acceleració de l'expansió de l'univers: Per què l'expansió de l'univers s'està accelerant? Són correctes les observacions que impliquen aquest fet? N'és responsable l'energia fosca?
- La constant cosmològica: Per què té un valor tan petit, però no zero? Per què no és molt gran, com prediuen les teories quàntiques de camps? o per què no és zero per alguna raó de simetria encara desconeguda?
- La matèria fosca: Quina és la natura de la matèria fosca deduïda de les observacions? N'és responsable la matèria fosca del fet que les parts exteriors de les galàxies rotin a la mateixa velocitat que les internes?
- L'asimetria bariònica: Per què hi ha moltíssima més matèria que antimatèria a l'univers?
- Paràmetres del model estàndard: Per què les partícules tenen les masses que tenen? Per què hi ha tres famílies de partícules? En general, per què les constants físiques fonamentals tenen els valors que tenen i no uns altres?
- Problema CP fort: Per què la interacció forta no viola la simetria de Carrega-Paritat ? És l'axió, la partícula nova que resol aquest problema ?
- La fletxa del temps: Per què l'univers tenia tan poca entropia inicialment? És això el que distingeix el passat del futur, que resulta en la segona llei de la termodinàmica?
- Superconductivitat d'alta temperatura: Quin és el mecanisme físic que explica la superconductivitat d'alta temperatura? Per què no serveix la teoria BCS?
- La turbulència: Quin és el model físic per descriure el comportament d'un fluid turbulent?
- Els jets dels discos d'acreció: Per què els discos d'acreció de determinats objectes astronòmics (com els nuclis de galàxies actives) emeten jets relativistes en els seus eixos polars?
- Els sòlids amorfs: Com és la transició entre una fase sòlida regular o fluida i una fase vítria? Quins processos físics donen lloc a les propietats generals dels vidres?

## Teories proposades sense evidència experimental definitiva
- Inflació còsmica: És correcta la teoria del període inflacionari de l'univers? En cas afirmatiu, quins són els detalls d'aquesta època?

## Problemes solucionats recentment
- Ones gravitacionals (2016): La radiació gravitatòria predita per la relativitat general fou descoberta el setembre de 2015 (anunciada en febrer de 2016 per les col·laboracions LIGO i VIRGO) generada en la fusió de dos forats negres de 30 masses solars cadascun, succeïda a una distància (desplaçament cap al roig) de z~0.1.
- El problema dels neutrins solars (2002), resolt gràcies a la identificació de l'oscil·lació dels tres tipus de neutrins (Un tipus de neutrí pot transformar-se en un altre).
- Els esclats de raigs gamma de llarga durada (2003), associats a la mort d'estrelles massives en un tipus particular de supernova.
- L'anomalia dels Pioneer: Quina és la causa de l'aparent acceleració residual cap al Sol de les sondes Pioneer. Sembla que és un problema amb els motors nuclears. Una deficiència de construcció provocà un sobreescalfament que, per la llei de conservació de l'energia es traduí en una desacceleració per transformació de l'energia cinètica en energia tèrmica[1][2][3]